# Mohammad Bakri
Mohammad Bakri (àrab: محمد بكري, Muḥammad Bakrī; hebreu: מוחמד בכרי‎) (Al-Ba’ani, Israel, 27 de novembre de 1953) és un actor i director de cinema  arabo-israelià. És pare dels actors Saleh Bakri i Adam Bakri.

## Biografia
Va néixer en 1953 en un petit poble de Galilea i es va llicenciar en Teatre i Literatura Àrab en la Universitat de Tel-Aviv en 1976. El mateix any va debutar com a actor en l'obra Panorama des del pont, d'Arthur Miller, al Teatre Municipal de Haifa. Entre 1993 i 2000, va treballar alternativament a Jerusalem i a Ramal·lah on va cofundar el Teatre Al-Kasaba amb l'actor i director George Ibrahim. Va actuar en moltes produccions de l'Al-Kasaba, però l'èxit teatral li va arribar en 1986 amb la seva adaptació i la seva innovadora posada en escena de la novel·la d'Emile Habibi La vida secreta de Saeed el pessioptimista.
La seva carrera com a actor de cinema inclou una cinquantena de pel·lícules israelianes, palestines i estrangeres, curtmetratges i sèries de televisió. Destaquen els seus papers a Hanna K. (1983) de Costa-Gavras, Esther (1986) d'Amos Gitaï, Kikar Ha-Halomot (2001) de Benny Toraty, Private (2004) de Saverio Costanzo i Eid milad Laila (Laila's Birthday) (2008), de Rashid Masharawi.
Bakri ha dirigit quatre pel·lícules: 1948 (1999), sobre el 50è aniversari de la Nakba; Jenin, Jenin (2002), un controvertit documental sobre la batalla de Jenín; Since You Left (2005), dirigit a Emile Habibi, i Zahara (2010), sobre la vida d'una tia seva que va haver d'exiliar-se al Líban en 1948, però va decidir tornar clandestinament al seu país. En 2012 va participar amb altres vuit directors en la pel·lícula Water, un projecte col·lectiu palestí-israelià dedicat a l'aigua per al qual va realitzar el curtmetratge Eye Drops.

## Filmografia

### Actor
| Any  | Títol                          | Paper             | Director(s)               | País                     | Notes                          |
| ---- | ------------------------------ | ----------------- | ------------------------- | ------------------------ | ------------------------------ |
| 1983 | Hanna K                        | Selim Bakri       | Constantin Costa-Gavras   | Israel, França           |                                |
| 1984 | Me'Ahorei Hasoragim            | Issan             | Uri Barabash, Eran Preis  | Israel                   |                                |
| 1986 | Esther                         | Mordecai          | Amos Gitai                | Israel, Regne Unit       |                                |
| 1987 | Death Before Dishonor          | Gavril            | Terry Leonard             | Estats Units             |                                |
| 1988 | Rami og Julie                  | Cosí de Rami      | Erik Clausen              | Dinamarca                |                                |
| 1989 | Ha Miklat                      |                   | Rashid Masharawi          | Israel                   | Curtmetratge                   |
| 1989 | Foreign Nights                 | Morod             | Izidore K. Musallam       | Canadà                   |                                |
| 1991 | Gmar Gavi'a                    | Ziad              | Eran Riklis               | Israel                   |                                |
| 1993 | The Mummy Lives                | Alexatos          | Gerry O'Hara              | Estats Units             |                                |
| 1994 | Me'Ahorei Hasoragim II         | Issan             | Uri Barabash              | Israel                   |                                |
| 1994 | The Tale of the Three Jewels   | Pare d’Aida       | Michel Khleifi            | Palestina, Bèlgica       |                                |
| 1994 | The Milky Way                  | Mahmud            | Ali Nassar                | Israel                   |                                |
| 1995 | Sous les pieds des femmes      | Amin 1996         | Rachid Krim               | França                   |                                |
| 1996 | Haifa                          | Haifa             | Rashid Masharawi          | Palestina, Països Baixos |                                |
| 1997 | Desperado Square               | Avram Mandabon    | Benny Toraty              | Israel                   |                                |
| 2001 | The Body                       | Abu Yusef         | Jonas McCord              | Estats Units             |                                |
| 2001 | The Olive Harvest              | Raeda's father    | Hannah Elias              | Palestina                |                                |
| 2004 | Private                        | Mohammad B.       | Saverio Costanzo          | Itàlia                   |                                |
| 2005 | Yasmine's song                 | Abu Odeh          | Najwa Najjar              | Palestina                | Curtmetratge                   |
| 2007 | El destí de la Nunik           | Nazim             | Paolo i Vittorio Taviani  | Itàlia                   |                                |
| 2010 | Matrimoni e altri disastri     | Bauer             | Nina Di Majo              | Itàlia                   |                                |
| 2011 | The Salt Fisherman             |                   | Ziad Bakri                | Palestina                | Curtmetratge                   |
| 2013 | Stay Human - The Reading Movie | Narrator          | Fulvio Renzi              | Itàlia                   | Chapter XI                     |
| 2014 | Tyrant                         | Sheik Rashid      | Gideon Raff               | Estats Units             | sèrie de televisió             |
| 2016 | Of Kings and Prophets          | Samuel            | Adam Cooper, Bill Collage | Estats Units             | sèrie de televisió             |
| 2016 | The Night Of                   | Tariq             | James Marsh               | Estats Units             | Minisèrie                      |
| 2017 | Le Bureau des légendes         | Shahannah         | Éric Rochant              | França                   | 5 episodis, sèrie de televisió |
| 2017 | Wajib                          | Abu Shadi         | Annemarie Jacir           | Palestina                |                                |
| 2017 | American Assassin              | Ashani            | Michael Cuesta            | Estats Units             |                                |
| 2020 | Homeland                       | Abdu Qadir G’ulom |                           | Estats Units             | 8 episodis, Sèrie de televisió |
| 2021 | al-Gharīb                      |                   |                           |                          |                                |

### Director
| Any  | Títol          | Paós              | Notes      |
| ---- | -------------- | ----------------- | ---------- |
| 1999 | 1948           | Palestina, Israel | Documental |
| 2002 | Jenin, Jenin   | Palestina         | Documental |
| 2004 | Since You Left | Israel            | Documental |
| 2009 | Zahra          | Palestina         | Documental |

## Premis i reconeixements
- Premi al Millor Actor per Private al Buenos Aires Festival Internacional de Cinema Independent 2005[5]
- Premi al millor actor per Private de Saverio Costanzo, Festival Internacional de Cinema de Locarno 2004[5]
- Premi Palestina de Cinema 1999 Ramallah
- Premi al Millor Actor pel paper a Haifa de Rashid Masharawi, XVII edició de la Mostra de València
- Premi al Millor Actor pel paper a Me'Ahorei Hasoragim II d'Uri Barabash, XIII edició de la Mostra de València
- Premi al millor actor pel paper a Season of Migration to the North, de Tayeb Salih, adaptat i dirigit per Ouriel Zohar, al Acco Festival de Teatre Alternatiu Israelià, Israel, 1993.